# 1. deild 1993 (Fær Øer)
L'edizione 1993 della 1. deild vide la vittoria finale del GÍ Gøta.

## Classifica finale
|    | Classifica      | G  | V  | N | P  | GF | GS | Dif | Pt |
| -- | --------------- | -- | -- | - | -- | -- | -- | --- | -- |
| 1  | GÍ Gøta         | 18 | 11 | 6 | 1  | 32 | 14 | 18  | 28 |
| 2  | HB Tórshavn     | 18 | 9  | 7 | 2  | 41 | 20 | 21  | 25 |
| 3  | KÍ Klaksvík     | 18 | 9  | 5 | 4  | 24 | 15 | 9   | 23 |
| 4  | B71 Sandur      | 18 | 10 | 3 | 5  | 30 | 26 | 4   | 23 |
| 5  | B36 Tórshavn    | 18 | 6  | 6 | 6  | 21 | 17 | 4   | 18 |
| 6  | B68 Toftir      | 18 | 5  | 6 | 7  | 30 | 28 | 2   | 16 |
| 7  | TB Tvøroyri     | 18 | 4  | 6 | 8  | 24 | 30 | -6  | 14 |
| 8  | ÍF Fuglafjørður | 18 | 5  | 3 | 10 | 27 | 41 | -14 | 13 |
| 9  | Leirvík ÍF      | 18 | 3  | 6 | 9  | 25 | 46 | -21 | 12 |
| 10 | VB Vágur        | 18 | 3  | 2 | 13 | 18 | 35 | -17 | 8  |

G = Partite giocate; V = Vittorie; N = Nulle/Pareggi; P = Perse; GF = Goal fatti; GS = Goal subiti; DIF = Differenza reti, PT = Punti

### Verdetti
- GÍ Gøta campione delle Isole Fær Øer 1993 e qualificato alla Coppa UEFA 1994-95
- HB Tórshavn qualificato alla Coppa UEFA 1994-95
- Leirvík ÍF e VB Vágur retrocesse in 2. deild
- B71 Sandur qualificato alla Coppa delle Coppe 1994-95 (vincente della Coppa delle Isole Fær Øer)